# Grayia tholloni
Grayia tholloni — вид отруйних змій родини полозових (Colubridae). Мешкає в Африці на південь від Сахари.

## Поширення й екологія
Розрізнені популяції Grayia tholloni розкидані по Західній, Східній і Центральній Африці, від Сенегалу на схід до Ефіопії та на південь до Анголи і Замбії. Вони живуть на берегах боліт, озер, річок і постійних струмків, зустрічаються як на берегах великих водойм, таких як озера Вікторія і Альберт, так поблизу дрібних струмків. Ведуть денний спосіб життя, ховаються серед густої прибережної рослинності. Живляться рибою, земноводними та пуголовками. Відкладають яйця.